# 佐藤善一郎
佐藤 善一郎（さとう ぜんいちろう、1898年10月10日 - 1964年3月23日）は、日本の政治家。衆議院議員、福島県知事などを務めた。

## 来歴・人物
1898年、福島市出身。信夫農学校（現・福島県立福島明成高等学校）卒業。1937年に旧・清水町の町長に就任。福島県議を経て、第二次大戦後は公職追放される。
1952年、福島県経済連の初代会長に就任し、財政を立て直した。また、同年から衆議院議員に2期連続で当選。
1957年、自由民主党を離党し、農協・日本社会党の地盤を獲得して福島県知事選挙に立候補し当選。福島県知事在任中に、福島第一原子力発電所の大熊町への建設を決定した。2期目の1961年は自民党・社会党・民社党の推薦と労働・農業・商工など各団体の支持を得て再選する。農業・工業・観光の均衡ある成長を目指した。
知事在職中の1964年3月23日、急性肝臓萎縮症のため、死去した。65歳没。死没日付をもって従四位勲三等に叙され、旭日中綬章を追贈された。